# Herpa
Herpa é uma fabricante de veículos e aeronaves em miniatura alemã. A empresa foi fundada em Nuremberg em 1949. Fabrica modelos em escalas como: 1:43, 1:87, 1:120, 1:160 e 1:220. A empresa tem 250 funcionários e possui seu centro de produção na China.

## Herpa Wings
É uma divisão da Herpa, que fabrica modelos de aeronaves em miniatura em diferentes escalas. A primeira miniatura da Herpa fabricada, foi encomendada pela Lufthansa na escala 1:500 em 1987. Hoje, existem centenas de modelos de várias companhias aéreas em diferentes escalas. A partir de 2001 os modelos de aeronaves foram completamente redesenhados. Além disso, a Herpa fabrica maquetes de aeroportos de várias épocas e acessórios.

## Ligações externas

modelos de veículos em Escala H0
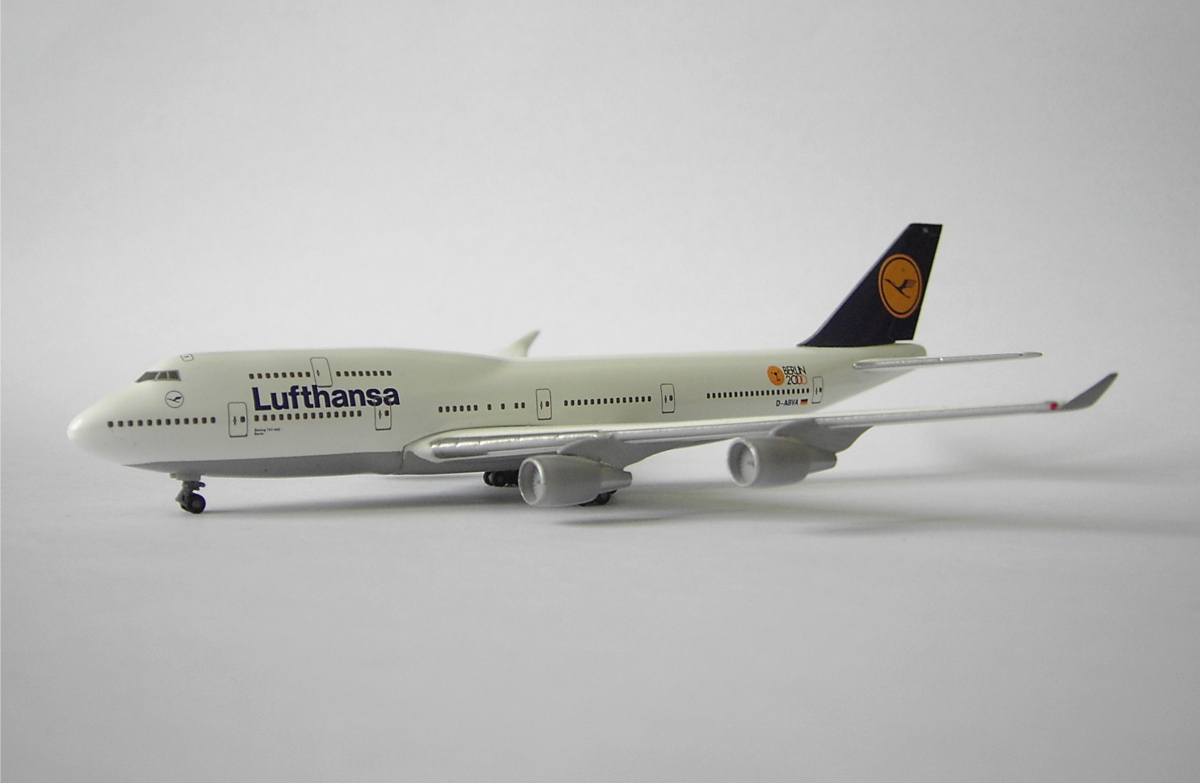
Miniatura do Boeing 747, Lufthansa.